# Franz Stahl
Franz Kenneth Stahl (n. 30 de octubre de 1962) es un guitarrista estadounidense, miembro de la banda de hardcore punk Scream. 

## Carrera
Originario de Washington, D. C., Stahl es más conocido por haber pertenecido al grupo de hardcore punk Scream junto con Dave Grohl, quien, al formar su nuevo grupo después de la disolución de Nirvana, solicita los servicios de Stahl, quien los aprovecharía sólo durante un brevísimo periodo de tiempo debido a diferencias creativas en el seno de la banda. Junto a él en Scream también estaban su hermano Pete Stahl, como cantante, el bajista Skeeter Thompson y el baterista Kent Stax.
- Datos: Q2728860
- Multimedia: Franz Stahl / Q2728860